# Bloc autonome d'éclairage de sécurité
Pour les articles homonymes, voir BAES.

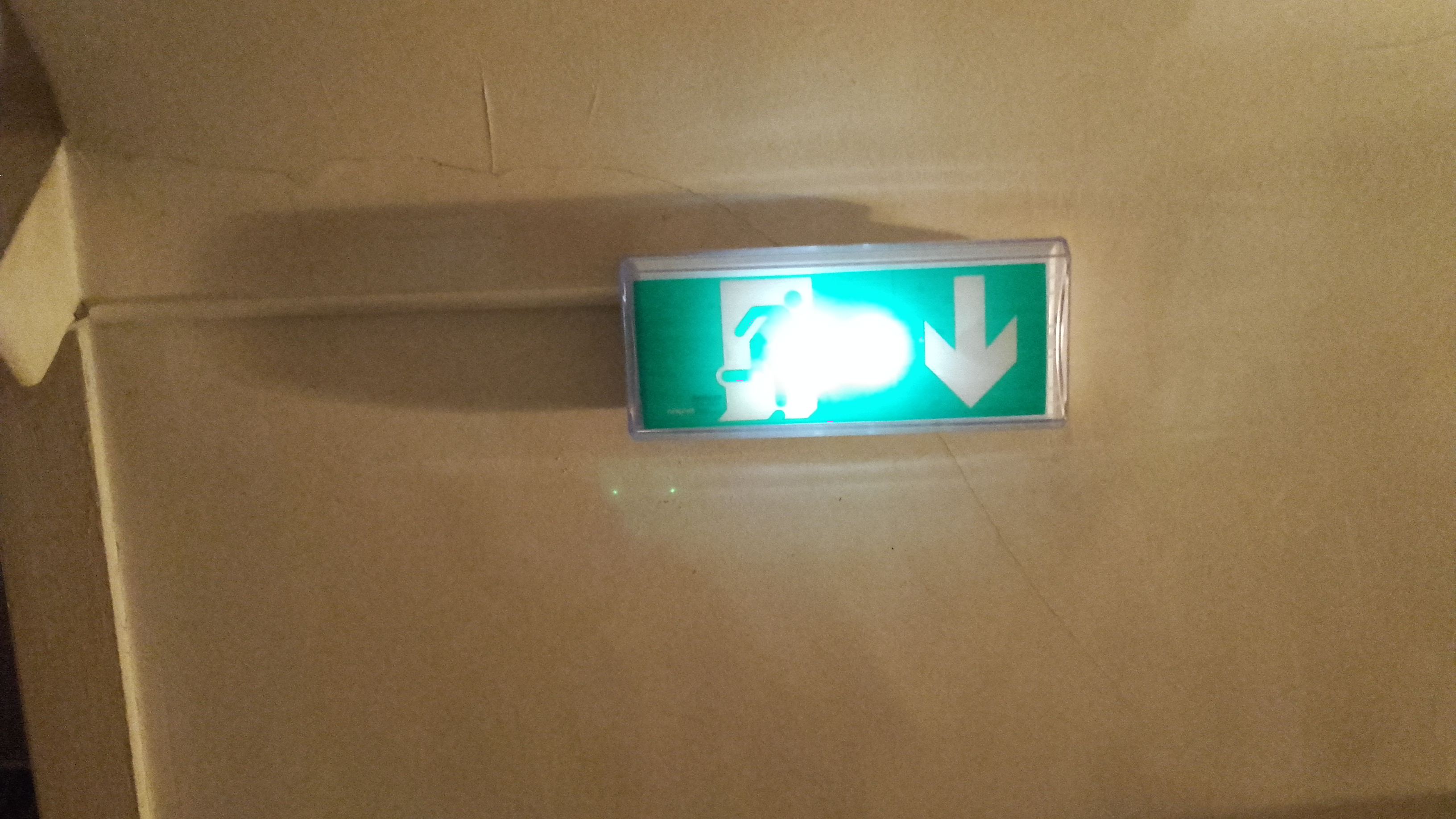
On voit un bloc autonome d'éclairage de sécurité
muni d'une sérigraphie "flèche d'évacuation vers le bas", et donc indiquant une sortie de secours vers le bas

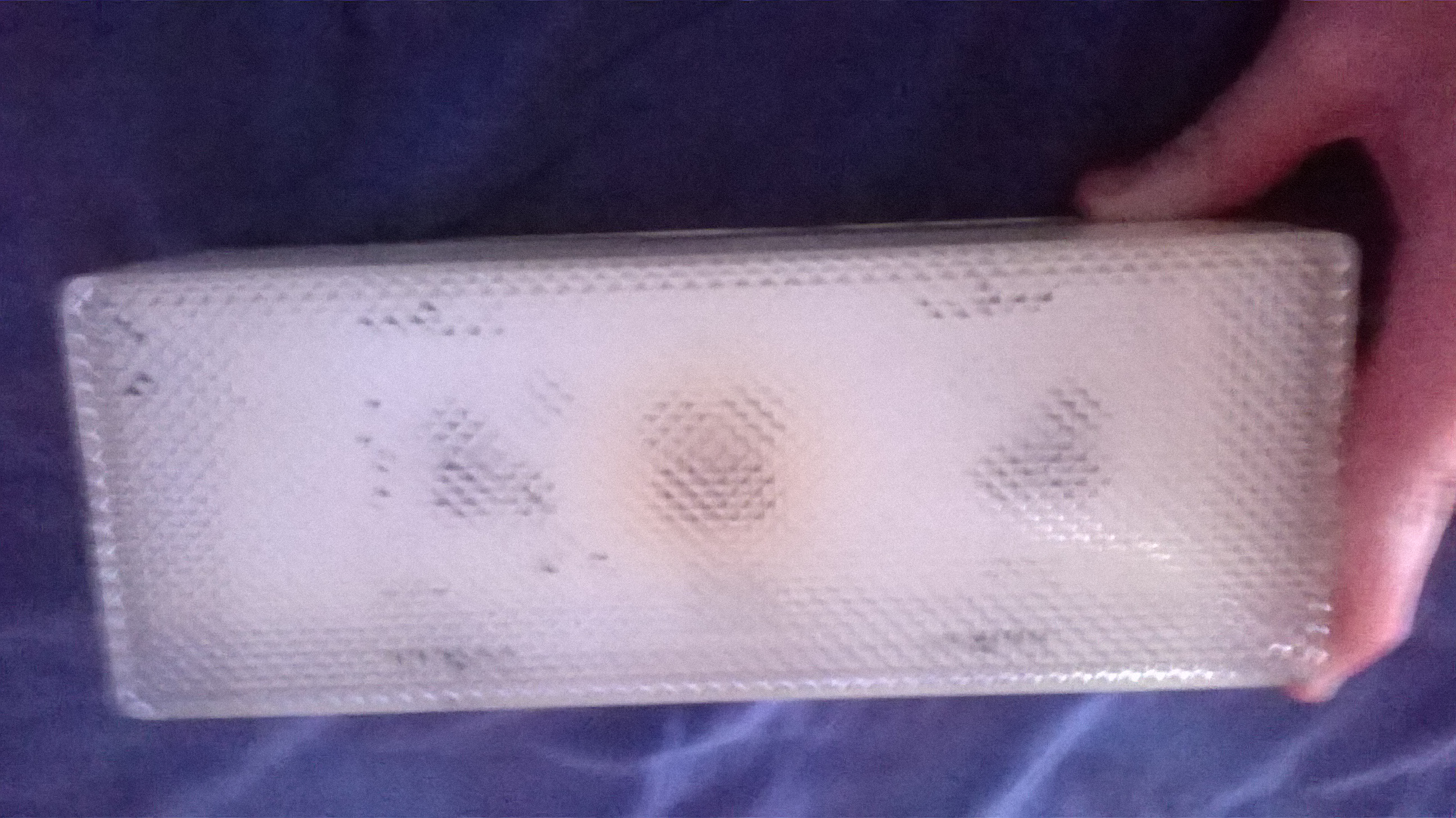
Un bloc autonome d'éclairage de sécurité sans indication sur le couvercle.

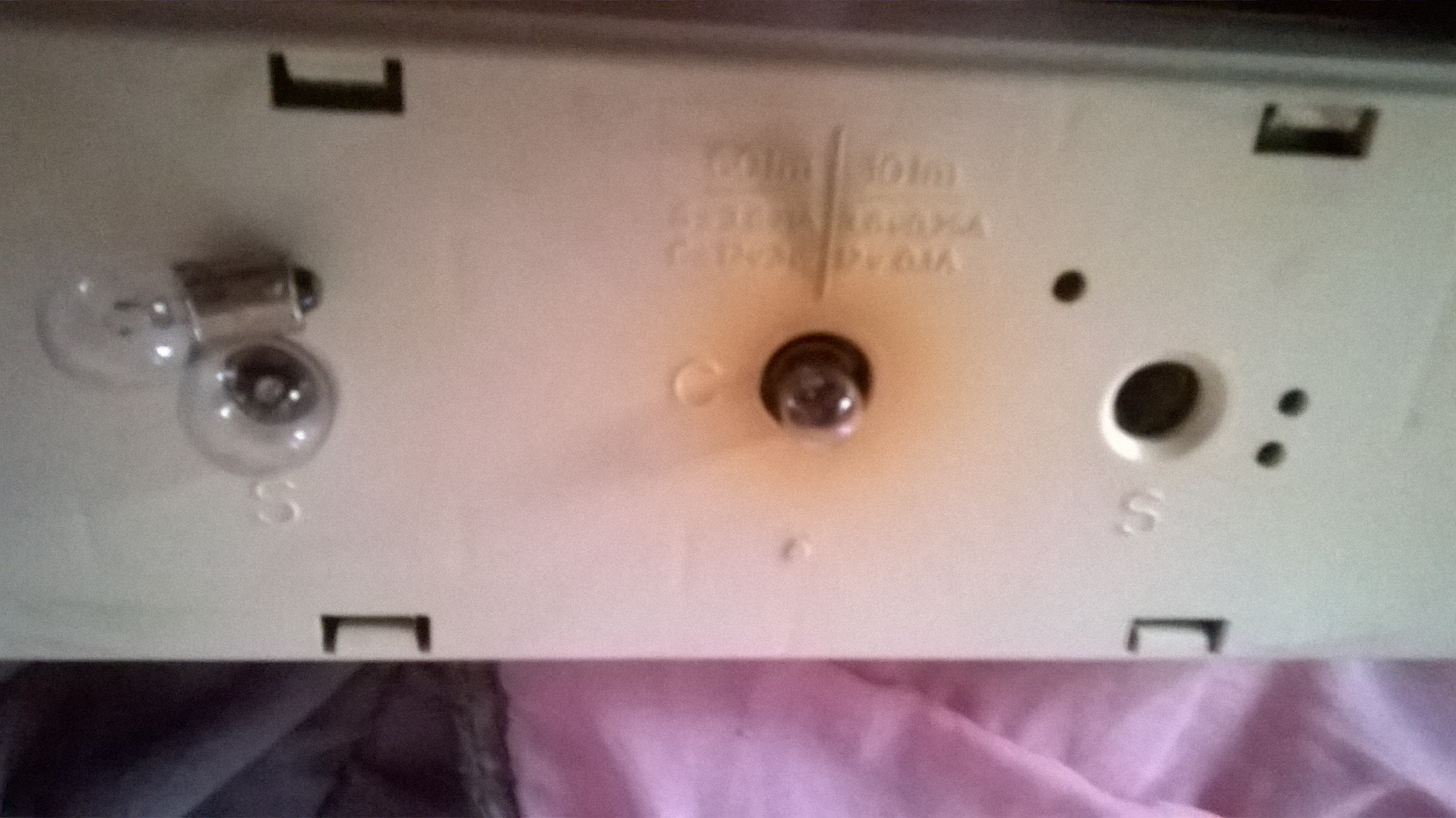
Même bloc autonome mais sans le couvercle. On remarque que l'ancienne ampoule de ce BAES a bruni le plastique surement en raison de sa chaleur...

Les blocs autonomes d'éclairage de sécurité (BAES), parfois appelés « Blocs de secours », sont des sources lumineuses d'évacuation destinées à éclairer et montrer l'emplacement des sorties dans différents types d'établissement lors d'évacuation d'urgence ou de défaillance de l'éclairage principal d'un bâtiment. Ils permettent de respecter la législation et les règles d'usages pour les locaux accueillant le public (établissement recevant du public en droit français).
Selon l'arrêté du 14 décembre 2011 relatif aux installations d'éclairage de sécurité, « Les blocs autonomes d'éclairage de sécurité doivent être conformes à la norme NF EN 60598-2-22 et aux normes de la série NF C 71-800 ou à toute autre norme ou spécification technique équivalente d'un autre État appartenant à l'espace économique européen. ».
C'est un des deux moyens pour assurer l'éclairage de sécurité.

## Objectifs
Éclairer notamment les chemins d'accès menant aux sorties d'évacuation (que ce soit en cas de panique, de coupure de courant, d'incendie ou encore de fuite de gaz).

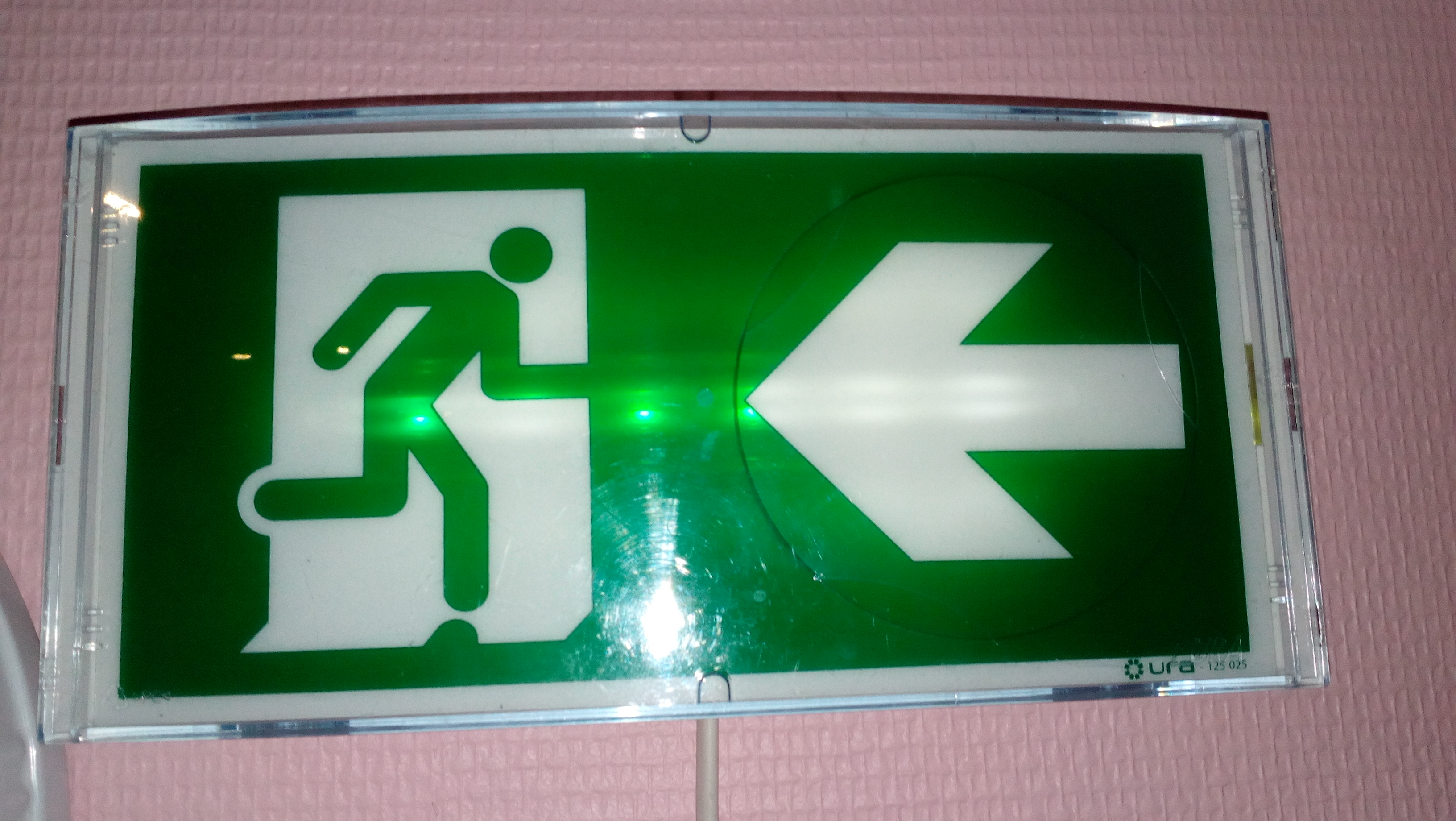
Exemple de bloc autonome d'éclairage de sécurité moderne avec dispositif SATI

Aujourd'hui, il est possible de distinguer le plus souvent :
- un éclairage de sécurité d'ambiance : généralement d'une puissance comprise entre 320 et 480 lumens, il éclaire de manière uniforme l'ensemble des locaux afin que les usagers puissent se repérer où qu'ils soient et pour éviter un mouvement de panique. Cet éclairage est le plus souvent zénithal. La réglementation et les usages prévoient un éclairement minimum de 5 lm/m2 et capable de fonctionner pendant une heure ;
- un éclairage d'évacuation : généralement d'une puissance comprise entre 45 et 60 lumens il éclaire non seulement les axes de circulation et permet la visualisation des issues, et ce en suivant les règles d'usage (un BAES à chaque changement de direction et un au minimum tous les quinze mètres) ; cet éclairage est le plus souvent en haut mais peut être aussi en bas pour éclairer le sol notamment dans les parcs de stationnement automobile.
- Un éclairage d'habitation (BAEH) : il permet le maintien d'un éclairage très faible dans les circulations des bâtiments d'habitation généralement d'une puissance comprise entre 5 et 8 lumens

Dans les locaux dits « à sommeil », il est possible de trouver des BAEH qui peuvent compléter les BAES. Ils reposent sur le même principe mais avec des durées de fonctionnement en sécurité plus longues. On trouvera les BAEH seuls en habitations.
On trouve également des BAES qui permettent d'identifier les équipements d'incendie (« poste d'incendie ») comme un robinet d'incendie armé ou un extincteur malgré leur rareté.

## Mise en œuvre technique
Ces blocs sont constitués d'un luminaire muni de lampes et d'une batterie, le tout permettant d'assurer un fonctionnement pendant une durée déterminée par les codes ou règlements locaux / nationaux. Cette durée est généralement d'une heure en Europe et de trente minutes en Amérique du Nord.
Les technologies de lampes et de batterie utilisé dans les BAES peuvent varier. Les unités à lampes à incandescence et batterie au plomb ont longtemps été la norme et sont encore répandues et utilisées en Amérique du Nord (bien que des lampes halogène soient de plus en plus utilisées). En Europe, on leur préfère les LED, plus efficaces et surtout moins énergivores. De même, les batteries au plomb font souvent place à des variantes au lithium-polymère, qui stockent davantage d'énergie.
Les BAES sont autonomes : ils sont simplement raccordés à une ligne électrique habituellement de 230 V / 220 V (120 V en Amérique du Nord, parfois 277 V aux États-Unis). Ils assurent un éclairage permanent, et en cas de coupure de courant ou de signal d'évacuation, éclairent encore davantage. Il existe un système différent, les blocs d'éclairage de sécurité (mais les appareils sont très semblables d'apparence : les lignes électriques d'éclairage de sécurité ne sont plus autonomes mais alimentées par un circuit qui a des batteries et/ou un groupe électrogène). Ce dernier système est plutôt destiné à des établissements très vastes (grands centres commerciaux par exemple) car le dispositif est alors moins coûteux (les accumulateurs coûtent cher à entretenir).
En Amérique, la superficie détermine le plus souvent le type de système utilisé et sa configuration. Pour de petits locaux commerciaux (restaurants, boutiques, petits bureaux…) un ensemble de plusieurs unités autonomes sur batteries constitue le choix optimal. Les unités sont alors fixées au murs à des endroits stratégiques (issues, escaliers) et des prises leur sont généralement installées dans le cas d'une construction neuve, si les unités ne sont pas câblées directement au circuit.
Pour les bâtiments plus vastes, on préférera généralement une seule unité autonome de grande capacité, avec de grosses batteries, sur laquelle vient se raccorder plusieurs luminaires sans batterie (couramment appelé luminaire ou phare satellite) disposés à l'intérieur du bâtiment. Ce système a l'avantage d'être moins coûteux en batteries de rechange, en plus d'être plus fiable. Les phares satellites sont également plus discret et plus petit, n'ayant pas besoin de coffret pour la batterie. Ils peuvent donc être intégrés plus discrètement au décor du bâtiment (dessus de porte). Le raccordement de phares satellites est également possible sur de plus petites unités, à condition de ne pas dépasser la capacité de sortie de l'appareil et de respecter quand même la durée de fonctionnement prévue par la réglementation qui s'applique.
Dans les gros bâtiments ou les institutions importantes (écoles, hôpitaux), une génératrice est habituellement déjà installée. Des circuits d'éclairage, le plus souvent l'éclairage 24 h, sont donc raccordés sur la génératrice qui assurera leur alimentation en cas de défaillance du réseau.

## Cadre légal

### En France
Un bloc autonome de sécurité présente :
- une ou plusieurs sources lumineuses de secours (lampes à incandescence, lampes fluorescentes ou LED) ;
- une batterie offrant une heure d’autonomie (cinq heures lorsqu’il s’agit de bâtiment d’habitation) ;
- un chargeur de batterie ;
- un dispositif de limitation de décharge de la batterie ;
- un système de mise à l’état de repos, facultatif pour les BAEH ;
- un contrôle automatique de la tension d’alimentation ;
- une lampe témoin de charge de la batterie ;
- et éventuellement, un dispositif électronique de contrôle automatique (SATI).

Une mise à l’état de repos de l’éclairage de sécurité doit être activée.
Aujourd’hui, les blocs sont davantage équipés de systèmes automatiques de test intégré (SATI), en conformité avec la norme NF C 71-820, qui facilitent la maintenance.
L’efficacité d’une installation d’éclairage de sécurité dépend dans une large mesure d’une maintenance régulière et correcte.